# حسن بن محمد الجمازي
سيد حسين  بن ابي القاسم بن فرج الله الموسوي ،  نسبة يرجع الى السادة المشعشعية  تتلمذ على يد والده ومن ثم ذهب في رحلة لنشر العلم. لدية من الأبناء  سيد كمال   و فخر الدين .

## نسبه
ذكر النسابة ضامن بن شدقم أن جمامزة الأحساء هم أحفاد السيد محمد بن حسين بن محمد بن ماجد بن جَمّاز بن إبراهيم بن إسماعيل بن يحيى بن محمد بن أحمد بن ماجد بن محمد بن يحيى بن محمد بن ناصر بن ماجد بن معد بن إسماعيل بن يحيى بن يحيى بن أبي يحيى محمد بن أبي جعفر أحمد الزاهد بن إبراهيم المجاب بن محمد العابد بن موسى الكاظم بن جعفر الصادق بن محمد الباقر بن علي زين العابدين بن الحسين بن علي بن أبي طالب.
وكان معظم أحفاد جَمّاز الموسوي يسكنون قديما في بلدة الكوارج في قرية القارة، ويعرف مكان هذه البلدة حاليا باسم فريق القوع. ثم نزحوا إلى قرية الدالوة على سفح جبل القارة في الجنوب الغربي منه، وفي مقابلة مع الحاج عبد الله بن علي بن محمد المسيلم قام بها سلمان الحجي، قال الحاج عبد الله: كان أهالي الدالوة قديما يسكنون في منطقة تقع ما بين قرية القارة وبين قرية الدالوة تسمى بلدة الكوارج، ثم انتقلوا إلى الموقع الحالي المعروف بقرية الدالوة. لكن لا يعرف تاريخيا متى انتقلوا إلى قرية الدالوة.

## آثاره العلمية
عثر على عدة كتب قام الجَمّازي بنسخها بخط يده، نذكر ما وقعنا عليه من مصادر وهي:
- تنزيه الأنبياء والأئمة عليهم السلام، ألفه الشريف المرتضى:

قام بنسخه في 4 رجب من سنة 1072هـ.
- البيان للشهيد:

قام بنسخه في 13 صفر من سنة 1072هـ.
- الطرائف في معرفة مذاهب الطوائف، لابن طاووس:

قام بنسخه في سنة 1063هـ، عن نسخة كتبت سنة 701هـ.
- الآداب الدينية للخزانة المعينية: الفضل بن حسن الطبرسي ( 486 – 548هـ )، وكان حين الفراغ من نسخه ليلة الخميس 13 صفر 1041هـ.[6]
- قواعد الأحكام في معرفة مسائل الحلال والحرام: العلامة الحلي، الحسن بن يوسف الحلي ( 648 – 726هـ )، وقع الفراغ من نسخه وكتابته في يوم الجمعة 10 رجب سنة 1058هـ، وقد ختمه المخطوطة باسمه: السيد الحسن بن محمد المدني الجبيلي الحسيني.[6]